# Failures for Gods
Failures for Gods – trzeci album studyjny amerykańskiej deathmetalowej grupy Immolation, który ukazał się 1 czerwca 1999 roku nakładem Metal Blade. Okładkę zaprojektował Andreas Marschall, z którym zespół współpracował już wcześniej przy albumach Dawn of Possession (1991) i Here in After (1996).
Failures for Gods to pierwszy album studyjny Immolation, w którego nagraniu wziął udział Alex Hernandez (dołączył do zespołu na miejsce Craiga Smilowskiego) oraz pierwszy nagrany w studiu Millbrook Sound Studios z producentem Paulem Orofino, z którym zespół współpracował również przy następnych albumach, m.in. Close to a World Below (2000).

## Lista utworów
1. "Once Ordained" (Immolation) – 5:22
2. "No Jesus, No Beast" (Immolation) – 4:43
3. "Failures for Gods" (Immolation) – 6:25
4. "Unsaved" (Immolation) – 4:37
5. "God Made Filth" (Immolation) – 3:58
6. "Stench of High Heaven" (Immolation) – 4:24
7. "Your Angel Died" (Immolation) – 5:26
8. "The Devil I Know" (Immolation) – 5:24

## Twórcy
- Ross Dolan – śpiew, gitara basowa
- Thomas Wilkinson – gitara
- Robert Vigna – gitara
- Alex Hernandez – perkusja

## Wydania
Opracowano na podstawie materiału źródłowego.
| Rok wydania | Format | Numer katalogowy | Wytwórnia           |
| ----------- | ------ | ---------------- | ------------------- |
| 1999        | CD     | 3984-14197-2     | Metal Blade Records |
| 1999        | LP     | 3984-14197-1     | Metal Blade Records |